# Doug Flach
Doug Flach (ur. 10 sierpnia 1970 w Saint Louis) – amerykański tenisista, brat Kena Flacha.

## Kariera tenisowa
Karierę zawodową Flach rozpoczął w 1987 roku, a zakończył w 1999 roku. W grze pojedynczej jednym z jego lepszych wyników jest zwycięstwo w turnieju z cyklu ATP Challenger Tour, w Cincinnati z 1993 roku.
W grze podwójnej Amerykanin zwyciężył w dwóch turniejach kategorii ATP World Tour, w 1993 roku w Pekinie i w 1998 roku w Newport. Dodatkowo Flach awansował do czterech finałów zawodów ATP World Tour.
W rankingu gry pojedynczej Flach najwyżej był na 108. miejscu (21 marca 1994), a w klasyfikacji gry podwójnej na 73. pozycji (6 czerwca 1994).

### Finały w turniejach ATP World Tour
| Nazwa                        |
| ---------------------------- |
| Wielki Szlem                 |
| Igrzyska olimpijskie         |
| ATP Tour World Championships |
| ATP Masters Series           |
| ATP Championship Series      |
| ATP World Series             |

#### Gra podwójna (2–4)
| Końcowy wynik | Nr | Data                 | Turniej       | Nawierzchnia    | Partner        | Przeciwnicy                    | Wynik finału     |
| ------------- | -- | -------------------- | ------------- | --------------- | -------------- | ------------------------------ | ---------------- |
| Finalista     | 1. | 25 sierpnia 1991     | Long Island   | Twarda          | Diego Nargiso  | Eric Jelen Carl-Uwe Steeb      | 6:0, 4:6, 6:7    |
| Finalista     | 2. | 16 maja 1993         | Coral Springs | Ceglana         | Paul Annacone  | Patrick McEnroe Jonathan Stark | 4:6, 3:6         |
| Zwycięzca     | 1. | 24 października 1993 | Pekin         | Dywanowa (hala) | Paul Annacone  | Jacco Eltingh Paul Haarhuis    | 7:6, 6:3         |
| Finalista     | 3. | 21 lipca 1996        | Waszyngton    | Twarda          | Chris Woodruff | Grant Connell Scott Davis      | 6:7, 6:3, 3:6    |
| Zwycięzca     | 2. | 12 lipca 1998        | Newport       | Trawiasta       | Sandon Stolle  | Scott Draper Jason Stoltenberg | 6:2, 4:6, 7:6    |
| Finalista     | 4. | 9 maja 1999          | Delray Beach  | Ceglana         | Brian MacPhie  | Maks Mirny Nenad Zimonjić      | 6:7(3), 6:3, 3:6 |